# Sanatorium

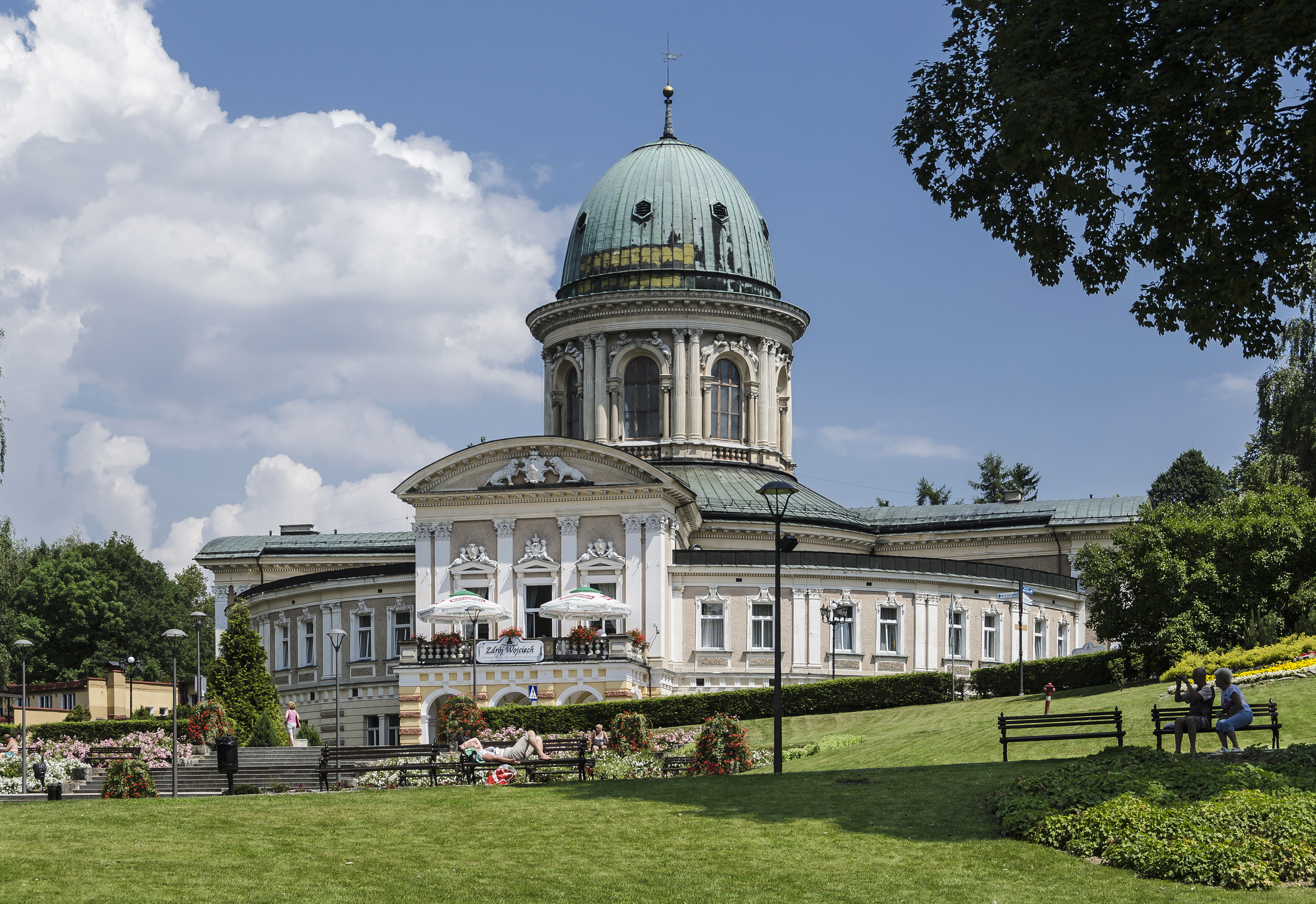
Zakład przyrodoleczniczy „Wojciech” w Lądku-Zdroju

Sanatorium – zakład lecznictwa uzdrowiskowego wykorzystujący walory rekreacyjne, przyrodnicze i naturalne, takie jak: wody mineralne, wody termalne, borowina, ozon, radon, sole mineralne oraz inne czynniki biofizyczne środowiska wywierające korzystny wpływ na organizm człowieka. 
Sanatorium zlokalizowane jest zazwyczaj w miejscowości uzdrowiskowej o specyficznym klimacie i szczególnych walorach przyrodoleczniczych, przeznaczonych dla osób przewlekle chorych i rekonwalescentów, wymagających rehabilitacji lub utrwalenia wyników leczenia szpitalnego.
Jednym z większych obiektów tego typu w Polsce (a do lat 70. XX wieku największym) jest sanatorium Gryf (Kaiserbad) w Połczynie-Zdroju.